# Luna en la ficción

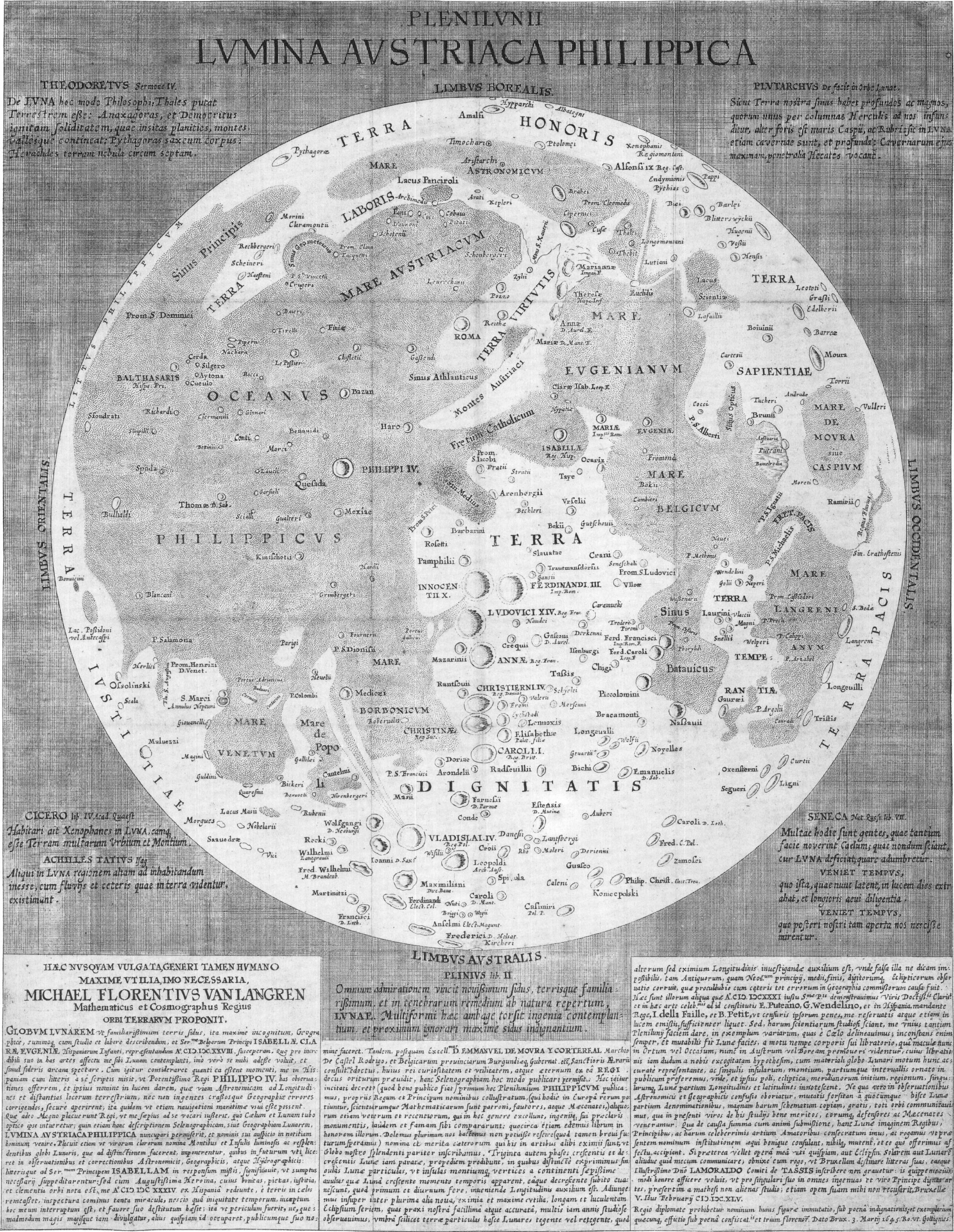
Mapa de la Luna publicado por Langren en 1645.

La Luna ha sido objeto de numerosas obras de arte y literatura, así como la inspiración para muchos otros géneros artísticos. Es un adorno en las artes visuales, las artes interpretativas, la poesía, la prosa y la música. Desde finales de 1800 en adelante, la ciencia ficción se ha centrado sucesivamente en gran medida en los temas de vida en la Luna, los primeros alunizajes y colonización lunar.

## Primeras representaciones
La Luna ha sido un escenario en la ficción al menos desde los griegos antiguos. Desde la obra perdida Viaje más allá de Thule de Antonio Diógenes hasta la Historia verdadera (siglo II d. C.) de Luciano de Samósata, que satiriza los cuentos fantásticos de viajeros. No fue hasta que la novela Somnium de Johannes Kepler; que se publicó póstumamente en 1634, cuando el tema del viaje a la Luna recibió un tratamiento serio en la ficción. A partir de los pensamientos de Kepler varios escritores especulan sobre volar a la Luna, como Francis Bacon en su obra Sylva sylvarum (1627) o Francis Godwin, que amplió esta idea en la novela El hombre en la Luna (1638).
A lo largo de los siglos siguientes, numerosos autores escribieron obras serias o satíricas que describen viajes a la Luna, incluida la novela Historia cómica de los estados e imperios de la Luna (1657) de Cyrano de Bergerac; publicada póstumamente, la novela El consolidador (1705) de Daniel Defoe, el cuento La incomparable aventura de un tal Hans Pfaall (1835) de Edgar Allan Poe, la serie de bulos llamada Gran bulo de la Luna (1835) de Richard Adams Locke, la novela De la Tierra a la Luna (1865) de Jules Verne, y la novela Los primeros hombres en la Luna (1901) de H. G. Wells. La novela Una luna de miel en el espacio (1901) de George Griffith tiene lugar en la Luna y quizás presenta el primer traje espacial en la ficción. La primera película de ciencia ficción, Viaje a la Luna (1902), de Georges Méliès, representa un viaje lunar.

## Vida en la Luna

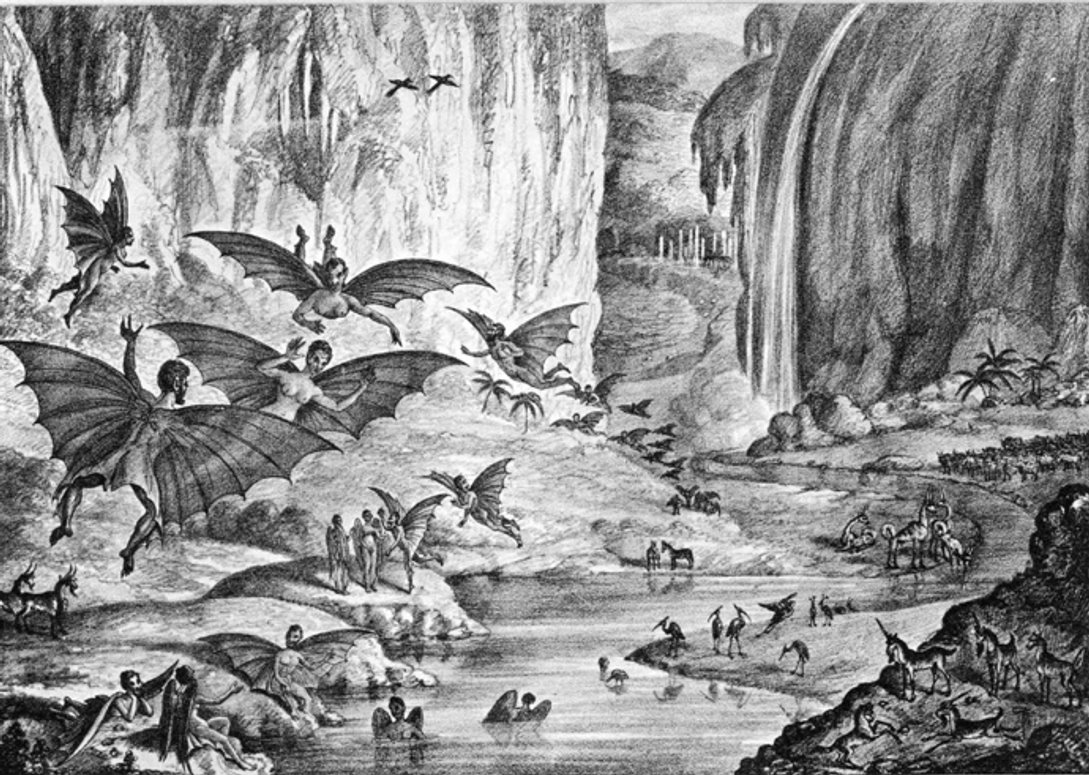
La vida en la Luna, cómo se imagina en el Gran bulo de la Luna.

En la última parte de 1800, estaba claro que la Luna estaba desprovista de vida, por lo que las representaciones de las formas de vida lunares y sus sociedades no tenían credibilidad. Una consecuencia de esto fue que establecer historias en Marte aumentó en popularidad. Varios autores eluden el problema situando la vida lunar bajo la superficie de la Luna, como Wells en el citado Los primeros hombres en la Luna y Edgar Rice Burroughs en la novela La doncella de la Luna (1926). 
Otros escritores limitan la vida lunar al pasado, representando los restos de una civilización lunar que se ha extinguido, como en Cartas de los planetas por nuestro corresponsal itinerante (secuela de la novela Aleriel, o un viaje a otros mundos (1883) de Wladislaw Somerville Lach-Szyrma, la novela El fantasma de Guy Thyrle (1895) de Edgar Fawcett, y la mencionada Una luna de miel en el espacio. 
También se explora viajar en el tiempo al pasado para encontrar vida lunar, como en el cuento La era de la luna (1932) de Jack Williamson. Algunas obras también sitúan la vida lunar únicamente en la cara oculta de la Luna. En la novela Heredar las estrellas (1977) de James P. Hogan, en la Luna se encuentra un antiguo esqueleto humano con un traje espacial, que conduce al descubrimiento de que la humanidad no se originó en la Tierra.

### Apariencia

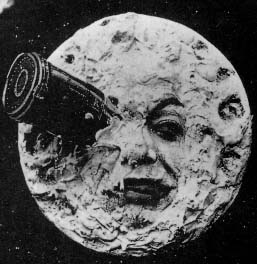
Fotograma de la película Viaje a la Luna de Georges Méliès.

La vida que se ha representado en la Luna varía en tamaño, desde moluscos inteligentes del cuento The Lunar Chrysalis (1931) de Raymond Z. Gallun, hasta los gigantes de El hombre en la Luna de Godwin. El Gran bulo de la Luna presenta humanoides semejantes a murciélagos que, según su autor Richard Adams Locke, pretendían satirizar la creencia, entonces popular, de que la Luna albergaba civilizaciones avanzadas.
La representación más antigua de la vida en la Luna, vista en Historia verdadera de Luciano incluía buitres-caballos de tres cabezas y aves vegetales. La vida lunar más semejante al ser humano mostrada en la ficción, la presenta Kepler en su Somnium, donde la cara visible de la Luna está habitada por humanoides, mientras que la cara oculta está habitada por criaturas serpentinas. Basándose en consideraciones exobiológicas, Kepler proporcionó ambas adaptaciones al día lunar.
El cuento Magician of Dream Valley (1938) de Raymond Z. Gallun retrata la vida basada en la energía en la Luna, al igual que el cuento The Trouble with Tycho (1960) de Clifford D. Simak. La misión titular de la película Apollo 18 (2011) es un proyecto secreto para investigar la vida alienígena en las rocas lunares.

## Alunizajes
Tras el final de la Segunda Guerra Mundial, aparecieron varias obras literarias que representan las visiones de los autores de ciencia ficción sobre el primer alunizaje. Entre éstos estaba el cuento El hombre que vendió la Luna (1950) de Robert A. Heinlein, sobre un empresario que busca financiar esta iniciativa; El primer viaje a la luna (1955) de Francisco Aniceto Lugo, que relata la primera vez que los humanos pisaron y colonizaron la luna; la novela Misión en la Luna (1956) de Lester del Rey; la novela El jardín de Kanashima (1964) de Pierre Boulle, donde el primer aterrizaje en la Luna es de Japón e intencionadamente un viaje de ida por lo que no es necesario diseñar ningún método para devolver a los astronautas a la Tierra; y la novela Shoot at the Moon (1966) de William F. Temple, una de las últimas historias de este tipo. 

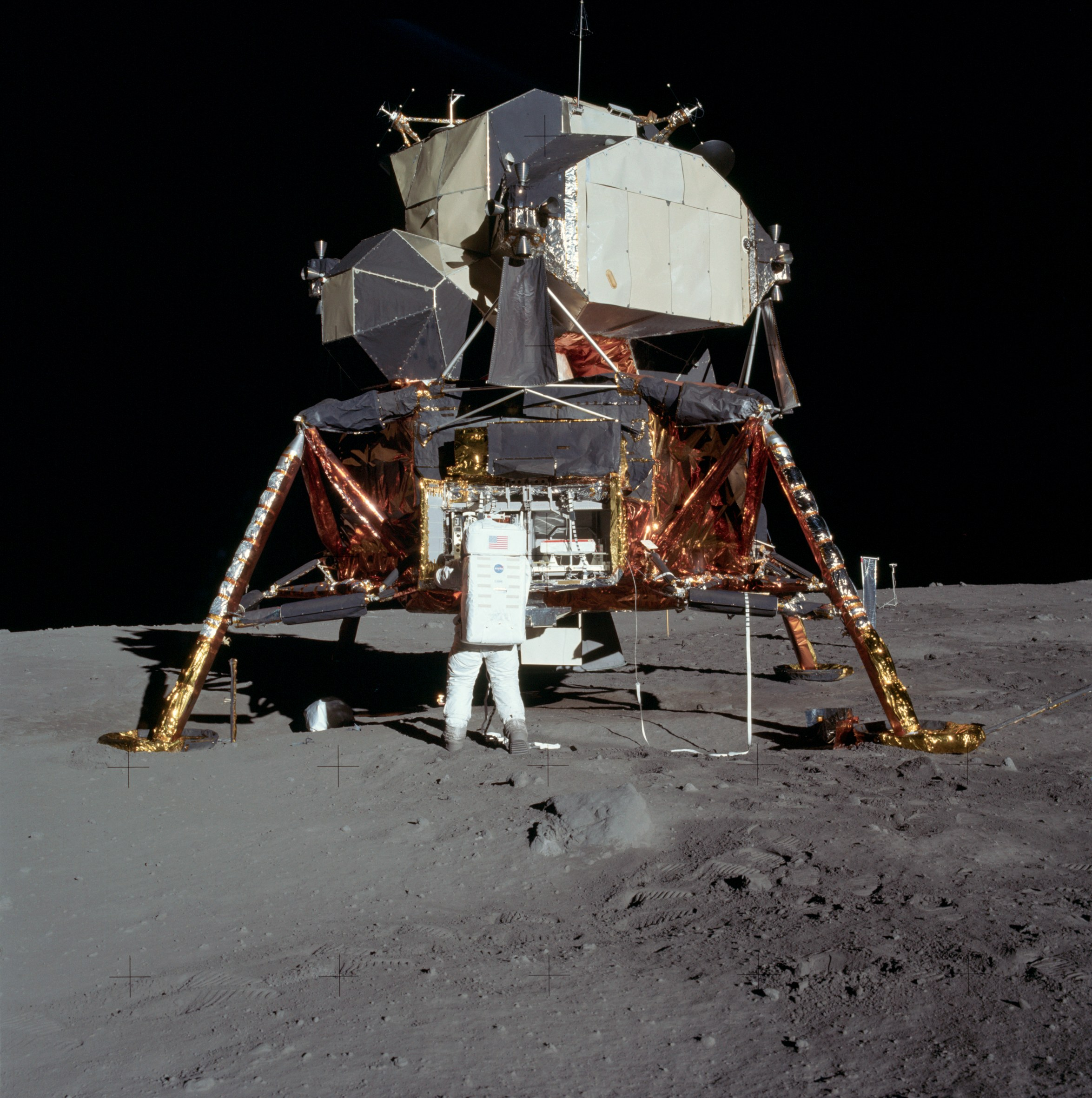
El éxito del Apolo 11 marcó el final de las historias de ciencia ficción sobre el primer aterrizaje en la Luna.

Tras el primer alunizaje real del Apolo 11 en 1969, las historias de primeros alunizajes ficticios cayeron en desgracia para ser reemplazadas por historias de colonización lunar. Los primeros alunizajes ficticios del cine también aparecieron en esa época. Algunos ejemplos incluyen la película Destino, la luna (1950), que prevé el primer alunizaje como una empresa del sector privado. y la película La conquista de la luna (1968) que reutiliza la idea de llegar a la Luna más rápidamente al no esperar hasta que sea factible un viaje de regreso, y la cinta Garden on the Moon.

## Colonización de la Luna

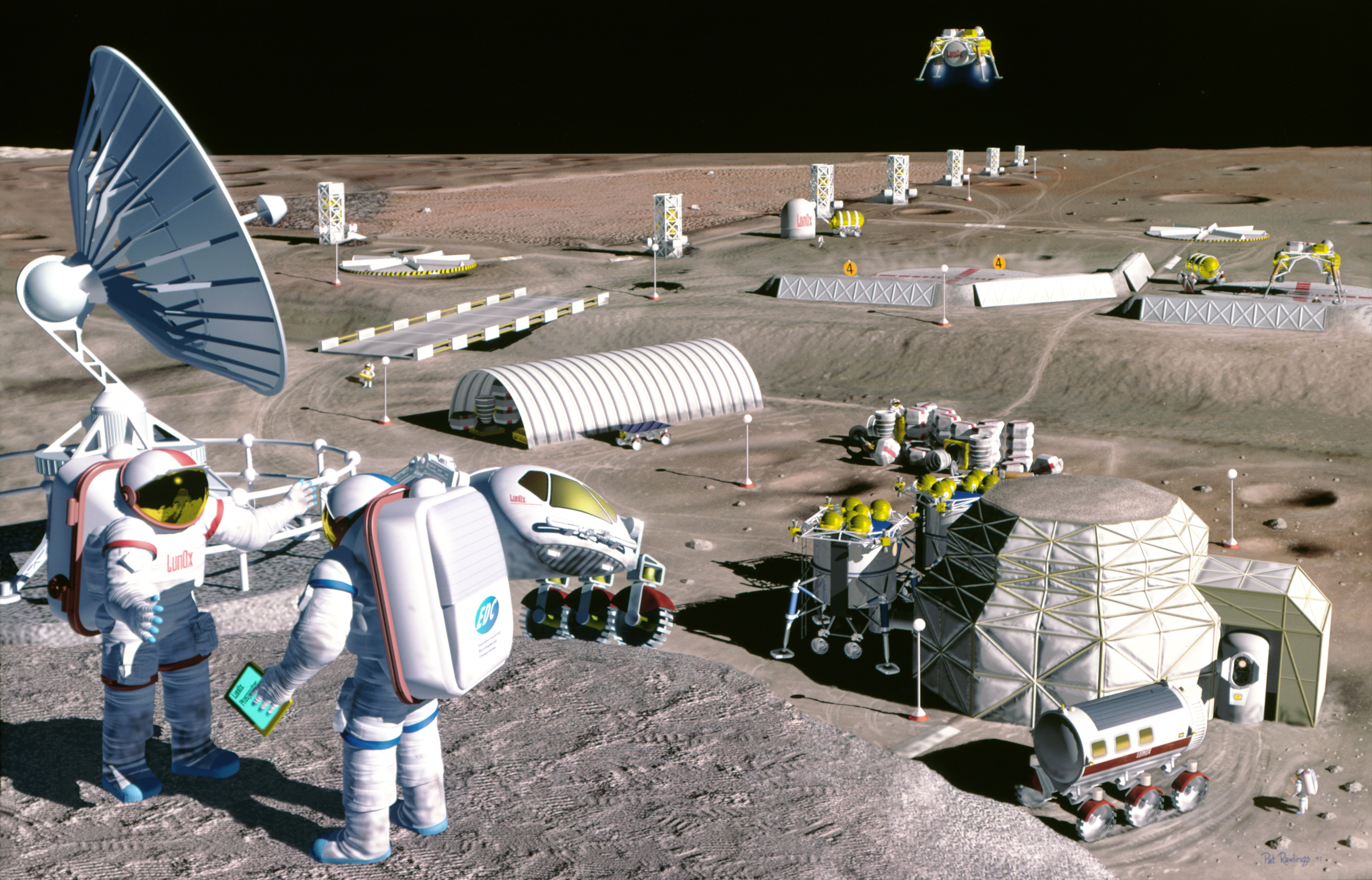
Una colonia lunar tal como la prevé la NASA

La colonización de la Luna es descrita en la novela Space Platform (1953) de Murray Leinster, la novela The Patchwork Girl (1980) de Larry Niven, y la novela Farside Cannon (1988) de Roger MacBride Allen, entre otros. Las colonias lunares son en ocasiones el último refugio de la humanidad cuando la Tierra ya no es habitable, como en el cuento Si me olvido de ti, oh Tierra (1951) de Arthur C. Clarke, donde la Tierra ha sucumbido al holocausto nuclear; y la novela Moonseed (1998) de Stephen Baxter, donde la Tierra es destruida por una nanotecnología alienígena de la misma Luna. La Luna está terraformada en un puñado de obras, incluida la novela Reunión (1991) de John Gribbin y Marcus Chown.
Los residentes de las colonias lunares a menudo buscan la independencia de la Tierra. La novela El nacimiento de una nueva república (1931) de Jack Williamson y Miles J. Breuer adapta la historia de la Guerra de Independencia de los Estados Unidos en la superficie lunar. En la novela La Luna es una cruel amante (1966) de Heinlein, los prisioneros de una colonia penal en la Luna se sublevan. En la novela Moonwar (1997) de Ben Bova, la propuesta de independencia es rechazada por la Tierra con base en que la Luna no es autosuficiente, sino que depende de recursos importados de la Tierra.
La estructura social y la gobernanza de las colonias lunares de la ficción varían. Heinlein en la mencionada La Luna es una cruel amante y El gato que atraviesa las paredes (1985) retrata sociedades lunares basadas en ideales libertarios como el capitalismo laissez faire, mientras que la novela Playa de acero (1992) de John Varley representa una sociedad de economía post-escasez donde la autoridad central garantiza tanto puestos de trabajo para todos los que quieran trabajar como el acceso a necesidades tales como aire, comida y calefacción. En la trilogía de novelas iniciada con The Six Families (1998) de Nancy Holder, las familias del crimen organizado compiten por el control de la Luna.
La Luna es descrita como un destino turístico en la novela A Fall of Moondust (1961) de Clarke. La primera colonia lunar permanente lucha con problemas sociales como la adicción a las drogas en la novela corta Luna Uno (1973) de Ernest H. Taves, y el cuento The Lineman (1957) de Walter M. Miller, Jr. proporciona un ejemplo raro al considerar los posibles efectos de la gravedad lunar sobre la reproducción humana y el desarrollo infantil. La colonia lunar en la novela Lunar Descent (1991) de Allen Steele está habitada por obreros dedicados a la minería espacial para extraer recursos de la superficie lunar.

### Bases militares
Las colonias lunares también se utilizan como bases militares en varias obras. La novela Rocket Ship Galileo (1947) de Heinlein —en la que Destination Moon se inspiró ligeramente— representa el descubrimiento de una colonia secreta de la Alemania nazi en la Luna a la llegada de lo que hasta entonces se pensaba que era el primer alunizaje tripulado. La novela City on the Moon (1957) de Leinster retrata una base de misiles nucleares de EE. UU. en la Luna que funciona como elemento disuasorio, al igual que la historia alternativa de la novela The Tranquillity Alternative (1996) de Allen Steele. La Luna también es una base militar británica en la serie de televisión UFO (1970) y en su secuela Space: 1999 (1975), donde la base militar 'Base Lunar Alfa' custodia los depósitos de residuos radiactivos que se originan en el planeta Tierra.